# Aclerda texana
Aclerda texana är en insektsart som beskrevs av Mcconnell 1954. Aclerda texana ingår i släktet Aclerda och familjen Aclerdidae. Inga underarter finns listade i Catalogue of Life.